# Avenir sportif de Gabès
Pour les articles homonymes, voir ASG.
Maillots
Actualités
L'Avenir sportif de Gabès (arabe : المستقبل الرياضي بقابس) ou ASG est un club tunisien de football basé à Gabès et fondé en 1978 dans le quartier de Menzel. Il adopte son nom actuel en 1980, après avoir porté celui de Carrelage sportif du sud de Gabès (CSSG) dont il garde encore le surnom de Zleza.
C'est l'un des deux grands clubs de Gabès, avec le Stade gabésien. Les derbies avec l'autre club sont des matchs au cours desquels s'exacerbe la rivalité historique entre les deux clubs et leurs supporters.
Depuis septembre 2021, le club est présidé temporairement par Khaled Mahmoudi.

## Histoire

### Création

#### Carrelage sportif du sud de Gabès
Le 26 novembre 1973, une association nommée « Carrelage sportif du sud de Gabès » ou CSSG est constituée (visa no 4150) sous la forme d'un club omnisports avec pour objet de permettre aux employés de la manufacture de carrelage et aux jeunes de la région de pratiquer toutes sortes de sports. Le président fondateur, Ahmed Nasfi, est le propriétaire de la manufacture. Selon ses statuts, l'association est dirigée par onze membres : un président d'honneur, un président directeur, un vice-président, un secrétaire général, un secrétaire général adjoint, un trésorier, un trésorier adjoint et quatre membres.
L'activité du CSSG entre 1973 et 1977 est inexistante : seul l'athlétisme y est pratiqué. Dès lors, beaucoup de jeunes de la région de Menzel, Gahbaya et Sidi Boulbaba, qui n'ont pas eu la chance de pratiquer le football au Stade gabésien — vu la capacité d'accueil du club qui ne peut accepter tous les jeunes désireux de pratiquer le football et l'attitude de certains dirigeants influencés par les querelles traditionnelles de quartiers (Menzel contre Jara) — trouvent une alternative dans l'Espoir sportif de Bouchemma ; celle-ci joue donc un rôle très important dans leur encadrement, avec l'émergence de joueurs comme Zraiga Hamdi, Mongi et Ridha Ben Hamed. Au début de l'année 1978, des cadres sportifs de la région de Menzel ont l'idée de créer une équipe de football.
La création d'une équipe à cette époque, surtout dans la région, est difficile à réaliser car elle risque de raviver les tensions dans une conjoncture sociale difficile, c'est pourquoi émerge l'idée de la mise en place d'une section de football au sein du CSSG ; Ahmed Nasfi donne son accord : c'est la naissance théorique du club de football.
Le 30 juin 1978, une assemblée générale se tient sous la présidence de Nasfi, avec la présence de Mohamed Sayhi (délégué de Gabès) et d'environ 300 adhérents. Nasfi revient sur l'historique du CSSG et les difficultés qu'il a rencontré, indique que le but du CSSG est l'encadrement des jeunes de la région, que ses portes sont ouvertes à tous sans exception. Mohamed Sayhi prend ensuite la parole, indiquant qu'il est très ému par l'ambiance de l'assemblée et qu'il encourage et soutiendra l'équipe. Le nouveau bureau directeur est approuvé. Le comité d'honneur est composé comme suit :
- Abdelhamid Sassi, ministre des Transports et des Communications ;
- Abderrazak Yazid, gouverneur de Gabès ;
- Mohamed Sayhi, délégué de Gabès ;

Le comité directeur est composé comme suit :
- Ahmed Nasfi : président ;
- Med Guefrach : premier vice-président ;
- Habib Jridi Mahmoudi : second vice-président ;
- Moncef Ben Amor : secrétaire général ;
- Mokhtar Azzouzi : secrétaire général adjoint ;
- Laroussi Bessadok : trésorier ;
- Abdelmajid Fessi : trésorier adjoint ;
- Béchir Abdennaji, Salami Dhaouadi, Amor Htira, Boubaker Chrif, Hedi Dgachi : membres ;

La première équipe officielle en 1978 se compose comme suit :
- Gardiens : Hédi Ajroud et Ridha Ben Hamed ;
- Défenseurs : Laâroussi Bouaziza, Mohamed Gafsi, Chedly Chenni, Ridha Gherairi, Lotfi Abdelwahed ;
- Milieux de terrain : Mongi Ben Hamed, Zraiga Hamdi, Mondher Chemmam, Nouri Bali, Tahar Bardi, Ahmed Marrakchi, Abdesselem Haj Abdallah, Mohsen Mokrani ;
- Attaquants : Fethi Ben Hammadi, Moncef Gherairi, Adel Ghelis, Abdelkrim Amor.

Avec la naissance effective du club, évoluant en quatrième division, la tâche du premier bureau directeur n'est guère aisée car, pour gérer une équipe avec peu d'expérience, les problèmes budgétaires, humains et logistiques se posent rapidement. Pour le staff technique, le problème est aussi de sélectionner les meilleurs joueurs. Le premier entraîneur recruté, Kamel Maghrebi, est un jeune professeur de sport gabésien. Les entraînements débutent alors pour toutes les catégories : minimes, cadets, juniors et seniors.
Un autre problème rencontré par le bureau directeur est la non-qualification de quelques joueurs qui ont eu des licences avec l'Espoir sportif de Bouchemma durant la saison 1977-1978 ; ils ne sont qualifiés que durant la saison 1979-1980, après le gel des activités de l'Espoir sportif de Bouchemma.
Dans un premier temps, l'objectif des dirigeants, au vu de l'effectif et des moyens supérieurs aux autres équipes de la quatrième division, est le suivant : passer une année en quatrième division, une en troisième division, trois en deuxième division avant d'accéder en nationale. Dans les faits, seule une année supplémentaire est passée en deuxième division par rapport au planning prévu.

#### Débuts de l'Avenir sportif de Gabès
Le 8 mai 1980, les dirigeants décident de modifier le nom du club qui devient l'Avenir sportif de Gabès.
En 1984, l'Avenir sportif de Gabès est la plus jeune équipe à accéder en nationale. En effet, après avoir remporté le championnat de deuxième division (poule Sud), l'ASG s'est illustré aux barrages en gagnant contre le Stade nabeulien, par deux buts à un grâce à un doublé de Fethi Ben Hammadi, malgré sa défaite contre le Club olympique des transports. L'équipe qui a réalisé cet exploit historique sous la direction de l'entraîneur Ali Chabbouh est composée de Hédi Ajroud et Ridha Ben Hamed (gardiens de but), Laâroussi Bouaziza, Mohamed Gafsi, Chedly Chenni, Ridha Gherairi et Lotfi Abdelwahed (défenseurs), Mongi Ben Hamed, Mondher Chemam, Nouri Bali, Tahar Bardi, Ahmed Marrakchi, Abdesselem Haj Abdallah (milieux de terrain), Fethi Ben Hammadi, Moncef Gherairi, Zraiga Hamdi et Abdelkrim Amor (attaquants).

### Présidences Jeridi (2009-2011 et 2012-2015) et période de difficultés (2011-2013)
À la suite de l'assemblée générale élective de 2009, Riadh Jeridi est élu comme président. L'entraîneur Mohamed Kouki (en), en place depuis deux ans, permet au club d'accéder en Ligue I. Lors de l'assemblée générale élective du 22 août 2011, Fathi Hadj Yehmed devient le président de l'ASG.
L'équipe est touchée durant deux ans par une série d'échecs : elle connaît des problèmes financiers en 2011, entraînant l'annulation de la plupart des contrats de joueurs, ce qui contribue encore à ses mauvais résultats. Dès lors, les supporters en colère déposent une plainte afin de pousser le président à démissionner. Après le retrait de Fathi Hadj Yehmed, le 23 août 2012, Jeridi reprend en main les destinées du club. Après deux ans, le club accède en Ligue I pour la deuxième fois sous sa présidence mais rétrograde en Ligue II, menaçant même à l'occasion de la saison 2012-2013 de rétrograder en Ligue III.
Cependant, durant l'année suivante, tous les problèmes sont résolus, permettant au club de revenir en Ligue I durant la saison 2013-2014. Toutefois, après une mauvaise période aller, le club finit dernier au classement avec huit points, poussant le comité directeur à programmer pour le 10 janvier 2015 une nouvelle assemblée générale élective.

### Présidence Soula (2015)
À la suite de l'assemblée générale élective tenue le 10 janvier 2015, Tahar Soula est élu comme nouveau président du club et fixe des objectifs ambitieux : mettre à disposition des moyens financiers pour recruter des joueurs à l'hiver 2015 et rester en Ligue I. Chokri Khatoui (en) est nommé au poste d'entraîneur ; le bureau fait venir plusieurs joueurs tels que le milieu de terrain international malien Bassirou Dembélé et Bilel Yaken venu de l'Étoile sportive de Métlaoui. Dans le même temps, des joueurs quittent le club par résiliation de contrat ou à la suite d'un prêt. Avant le début des matchs retour, l'entraîneur démissionne et se voit remplacé le 6 février 2015 par Farid Ben Belgacem.
Malgré un bon début, avec trois victoires et deux matchs nuls, le club ne parvient pas à rester en Ligue I après un mauvais parcours et dix défaites successives. Il termine finalement quinzième du championnat et rétrograde en Ligue II.

### Présidence Marzougui (2015-2019)
À la suite de l'assemblée générale élective tenue le 19 juillet 2015, Ghassen Marzougui est élu comme nouveau président du club et fixe plusieurs objectifs :
- accéder à la Ligue I ;
- accorder plus d'attention aux élites avec l'intégration des jeunes joueurs dans la catégorie des seniors ;
- créer un comité des finances ;
- créer un comité juridique et administratif ;
- créer un comité sportif.

La direction du club met à disposition des moyens financiers pour recruter des joueurs à l'été 2015, en vue de l'accession en Ligue I. Karim Delhoum est nommé au poste d'entraîneur, alors que le bureau fait venir douze joueurs. Dans le même temps, des joueurs quittent le club par résiliation de contrat ou à la suite d'un prêt tels que Bassirou Dembélé, Babacar Ndiour, Bilel Yaken et Nadim Thabet. Le 25 octobre 2015, l'entraîneur démissionne, remplacé par Hédi Mokrani. Lors des transferts d'hiver, la direction fait venir sept joueurs pour couvrir les manques de l'effectif, tels que Wael Bellakhal et Bilel Ben Brahim. Après une saison difficile, l'équipe se classe à la troisième place dans son groupe et participe au play-off, effectuant un bon début de parcours avec quatre matchs et huit points remportés, devenant ainsi un candidat à l'accession en Ligue I.
Le 27 mai 2016, le club atteint son but et accède à la Ligue I après une période de play-off marquée par cinq victoires, trois nuls et deux défaites. Le 23 juin, Skander Kasri (en) est nommé au poste d'entraîneur et le bureau fait venir des joueurs, tels qu'Ali Ayari, Abdelaziz Ali Guechi, Khaled Melliti, Mourad Hedhli, Houssem Eddine Sdiri et Amir Omrani, qui obtiennent une place dans le play-off et permettent au club de disputer la Ligue I ainsi que la coupe de Tunisie. Le club sort du premier tour de la coupe de Tunisie, terminant cinquième dans son groupe et ne parvenant pas à accéder au premier groupe du play-off. Le 15 avril 2017, le club termine deuxième dans le groupe de relégation.

## Palmarès et bilan

### Palmarès
L'Avenir sportif de Gabès détient quatre titres au total.
| Compétitions nationales |
| --- |
| - Championnat de Tunisie de deuxième division (2) : - Champion : 1984 (poule sud), 2016 - Championnat de Tunisie de troisième division (3) : - Champion : 1980 (poule sud-est), 1987 (deuxième division sud), 1993 (première division sud) |

### Bilan en division nationale
| Saison    | Classement | Joués | Gagnés | Nuls | Perdus | B.P. | B.C. | Meilleurs buteurs                                                                  |
| --------- | ---------- | ----- | ------ | ---- | ------ | ---- | ---- | ---------------------------------------------------------------------------------- |
| 1984-1985 | 14         | 26    | 5      | 7    | 14     | 17   | 45   | Abdelbaki Sebouai (5), Moncef Gherairi (4), Fethi Ben Hammadi (4), Adel Ghelis (2) |
| 1995-1996 | 14         | 26    | 6      | 3    | 17     | 15   | 44   | Abdelkrim Jedidi (6), Fakhri Nefoussi (3), Mongi Bouchaâ (2)                       |
| 2010-2011 | 13         | 26    | 6      | 6    | 14     | 19   | 38   | Med Amine Aouichaoui (4), Tarek Ebdelli (4), Aymen Mnafeg (2)                      |
| 2011-2012 | 15         | 30    | 4      | 10   | 16     | 24   | 45   | Aymen Cherni (2), Mark Pangowh (2), Hamza Ferchichi (2)                            |
| 2014-2015 | 15         | 30    | 5      | 4    | 21     | 21   | 44   | Cheikh Mohamed Touré (6), Younes Mazhoud (3), Babacar Ndiour (3)                   |
| 2015-2016 | 3          | 18    | 6      | 9    | 3      | 21   | 13   | Saber Trabelsi (7), Wajdi Meddeb (2), Ahmed Najjar (2), Lamjed Ameur (2)           |
| 2016-2017 | 8          | 24    | 8      | 15   | 5      | 23   | 26   | Slim Mezlini (6), Slim Zakkar (5), Abdelaziz Ali Guechi (4)                        |
| 2017-2018 | 8          | 14    | 5      | 4    | 5      | 16   | 15   | Abdelaziz Ali Guechi (4), Slim Mezlini (3)                                         |

## Direction

### Fondateurs
- Ahmed Nasfi
- Med Guefrach
- Habib Jridi Mahmoudi
- Moncef Ben Amor
- Mokhtar Azzouzi
- Laroussi Bessadok
- Abdelmajid Fessi
- Béchir Abdennaji
- Salami Dhaouadi
- Amor Htira
- Boubaker Chrif
- Hedi Dgachi

### Présidents
Quinze présidents différents se sont succédé à la tête de l'Avenir sportif de Gabès depuis sa fondation. À ce jour, tous étaient de nationalité tunisienne.
Le premier est Ahmed Nasfi, qui exerce son mandat pendant un an, avant que le club ne voit les présidents se succéder à un rythme soutenu, faisant écho aux difficultés sportives et financières qu'il traverse. Cette instabilité s'explique notamment par ses problèmes récurrents de trésorerie : les différents présidents acceptent de renflouer les caisses pour un certain temps alors que l'Avenir sportif de Gabès n'a jamais été aidé par les pouvoirs publics, notamment la municipalité.
Riadh Jeridi est le président ayant dirigé le plus longtemps le club, en 2009-2011 et 2012-2015. Il est par ailleurs le seul président du club qui accède à la Ligue I à deux reprises, en 2011 et 2014.
Tahar Soula assure la présidence à quatre reprises, en 2004-2005, 2006-2007, 2015 et 2019-2021.
| Pays                  | Nom                 | Période   |
| --------------------- | ------------------- | --------- |
| Drapeau de la Tunisie | Ahmed Nasfi         | 1978-1979 |
| Drapeau de la Tunisie | Moncef Hchaichi     | 1979-1981 |
| Drapeau de la Tunisie | Mongi Hamrouni      | 1981-1986 |
| Drapeau de la Tunisie | Abd Razzak Hchaichi | 1986-1988 |
| Drapeau de la Tunisie | Mongi Hamrouni      | 1988-1991 |
| Drapeau de la Tunisie | Mustapha Sola       | 1991-1992 |
| Drapeau de la Tunisie | Ali Belhadj         | 1992-1994 |
| Drapeau de la Tunisie | Fethi Marzougui     | 1994-1996 |
| Drapeau de la Tunisie | Moncef Hachaichi    | 1996-1997 |
| Drapeau de la Tunisie | Habib Jeridi        | 1997-1999 |
| Drapeau de la Tunisie | Tarek Hammami       | 1999-2001 |
| Drapeau de la Tunisie | Fethi Abdennaji     | 2001-2004 |

| Pays                  | Nom               | Période   |
| --------------------- | ----------------- | --------- |
| Drapeau de la Tunisie | Tahar Soula       | 2004-2005 |
| Drapeau de la Tunisie | Abdelmajid Fessi  | 2005-2006 |
| Drapeau de la Tunisie | Tahar Soula       | 2006-2007 |
| Drapeau de la Tunisie | Taoufik Gazbar    | 2007-2009 |
| Drapeau de la Tunisie | Riadh Jeridi      | 2009-2011 |
| Drapeau de la Tunisie | Fathi Hadj Yehmed | 2011-2012 |
| Drapeau de la Tunisie | Riadh Jeridi      | 2012-2014 |
| Drapeau de la Tunisie | Tahar Soula       | 2015      |
| Drapeau de la Tunisie | Ghassen Marzougui | 2015-2019 |
| Drapeau de la Tunisie | Tahar Soula       | 2019-2021 |
| Drapeau de la Tunisie | Khaled Mahmoudi   | 2021-2022 |
| Drapeau de la Tunisie | Mohssen Bouchaa   | 2022-2023 |

| Pays                  | Nom             | Période |
| --------------------- | --------------- | ------- |
| Drapeau de la Tunisie | Mondhor Chammam | 2023    |
| Drapeau de la Tunisie | Mohssen Bouchaa | 2023-   |

### Bureau directeur
| Nom                  | Fonction                   |
| -------------------- | -------------------------- |
| Mohssen Bouchaa      | Président                  |
| Nabil Cherif         | Vice-président             |
| Ali Chibani          | Secrétaire général         |
| Mohamed Salah Cherif | Secrétaire général adjoint |
| Alaeddine Bouchaa    | Trésorier                  |
| Mohamed Dekhil       | Trésorier adjoint          |

### Entraîneurs
Le Tunisien Kamel Maghrebi entraîne l'Avenir sportif de Gabès lors de sa fondation. Ali Chabbouh est le premier à permettre au club d'accéder en nationale. Parmi les autres entraîneurs notables du club, on peut retenir Hatem Missaoui (en), Mohamed Kouki (en), Christian Zermatten ou encore Hédi Mokrani.
| Pays                   | Nom                   | Période   |
| ---------------------- | --------------------- | --------- |
| Drapeau de la Tunisie  | Kamel Maghrebi        | 1978-1979 |
| Drapeau de la Tunisie  | Mohamed Abed          | 1979-1980 |
| Drapeau de la Tunisie  | Salem Kraïem          | 1980-1981 |
| Drapeau de la Tunisie  | Habib Chouba          | 1981-1982 |
| Drapeau de la Tunisie  | Ali Chabbouh          | 1982-1984 |
| Drapeau de la Tunisie  | Jamel Eddine Bouabsa  | 1984-1985 |
| Drapeau de la Tunisie  | Ali Rached            | 1985-1986 |
| Drapeau de la Tunisie  | Mahmoud Ouertani (en) | 1986-1987 |
| Drapeau de la Tunisie  | Hassen Béjaoui        | 1987-1988 |
| Drapeau de la Tunisie  | Ali Chabbouh          | 1988-1989 |
| Pays inconnu           | Michael Hezalov       | 1989-1991 |
| Drapeau de la Tunisie  | Mohamed Abed          | 1991-1992 |
| Drapeau de la Tunisie  | Tahar Bardi           | 1992-1993 |
| Drapeau de la Tunisie  | Kamel Boughzala       | 1993-1994 |
| Drapeau de la Tunisie  | Ahmed Aleya           | 1994-1995 |
| Drapeau de la Tunisie  | Moncef Arfaoui        | 1995-1996 |
| Drapeau de l'Algérie   | Bouzid Cheniti        | 1996-1997 |
| Drapeau de la Bulgarie | Georgi Guyrov         | 1997-1998 |
| Drapeau de la Tunisie  | Ammar Souayah         | 1998-1999 |
| Drapeau de la Tunisie  | Ali Kaabi             | 1999-2000 |
| Drapeau de la Tunisie  | Abderrahmane Rahmouni | 2000-2001 |
| Drapeau de la Tunisie  | Kamel Boughzala       | 2001-2002 |
| Drapeau de la Tunisie  | Nizar Jebal           | 2002-2003 |
| Drapeau de la Tunisie  | Ali Sraïeb            | 2003-2004 |

| Pays                  | Nom                     | Période   |
| --------------------- | ----------------------- | --------- |
| Drapeau de la Tunisie | Fethi Ben Ghanem        | 2004-2005 |
| Drapeau de la Tunisie | Adel Latrech            | 2005-2006 |
| Drapeau de la Tunisie | Fethi Ben Ghanem        | 2006-2007 |
| Drapeau de la Tunisie | Chokri Khatoui (en)     | 2007-2008 |
| Drapeau de la Tunisie | Mohamed Zlassi          | 2008-2009 |
| Drapeau de la Tunisie | Hatem Missaoui (en)     | 2009-2010 |
| Drapeau de la Tunisie | Mohamed Kouki (en)      | 2010-2011 |
| Drapeau de la Suisse  | Christian Zermatten     | 2011-2012 |
| Drapeau de la Tunisie | Sofiene Hidoussi        | 2012      |
| Drapeau de la Tunisie | Salah Day               | 2012      |
| Drapeau de la Tunisie | Mokhtar Tlili           | 2012      |
| Drapeau de la Tunisie | Lassaâd Maâmar (en)     | 2012-2013 |
| Drapeau de la Tunisie | Fethi Hadj Ismaïl       | 2013      |
| Drapeau de la Tunisie | Hédi Mokrani            | 2013-2014 |
| Drapeau de la Tunisie | Mohamed Kouki (en)      | 2014      |
| Drapeau de la Tunisie | Chokri Khatoui (en)     | 2015      |
| Drapeau de la Tunisie | Ferid Ben Belgacem (en) | 2015      |
| Drapeau de la Tunisie | Karim Delhoum           | 2015      |
| Drapeau de la Tunisie | Hédi Mokrani            | 2015-2016 |
| Drapeau de la Tunisie | Skander Kasri (en)      | 2016-2017 |
| Drapeau de la Tunisie | Montasser Louhichi      | 2017      |
| Drapeau de la Tunisie | Mohamed Morsi Mahmoud   | 2017-2018 |
| Drapeau de la Tunisie | Skander Kasri (en)      | 2018      |
| Drapeau de la Tunisie | Hatem Missaoui (en)     | 2018      |

| Pays                  | Nom                      | Période   |
| --------------------- | ------------------------ | --------- |
| Drapeau de la Tunisie | Lotfi Sellimi            | 2018      |
| Drapeau de la Tunisie | Kais Zouaghi             | 2018-2019 |
| Drapeau de la Tunisie | Hédi Mokrani             | 2019      |
| Drapeau de la Tunisie | Sami Gafsi (en)          | 2019-2020 |
| Drapeau de la Tunisie | Mohamed Temri            | 2020-2021 |
| Drapeau de la Tunisie | Hassen Gabsi             | 2021      |
| Drapeau de la Tunisie | Issam Merdassi           | 2021      |
| Drapeau de la Tunisie | Hassen Gabsi             | 2021-2022 |
| Drapeau de la Tunisie | Naim Berrabet            | 2022      |
| Drapeau de la Tunisie | Saber Sghaier            | 2022-2023 |
| Drapeau de la Tunisie | Mounir Rached            | 2023      |
| Drapeau de la Tunisie | Kais Zouaghi             | 2023-2024 |
| Drapeau de la Tunisie | Lotfi Jebali             | 2024      |
| Drapeau du Maroc      | Abdelmajid-Eddine Jilani | 2024      |
| Drapeau de la Tunisie | Chiheb Ellili            | 2024-2025 |
| Drapeau de la Tunisie | Mondher Makhlouf         | 2025      |
| Drapeau de la Tunisie | Tarek Jarraya            | 2025-     |

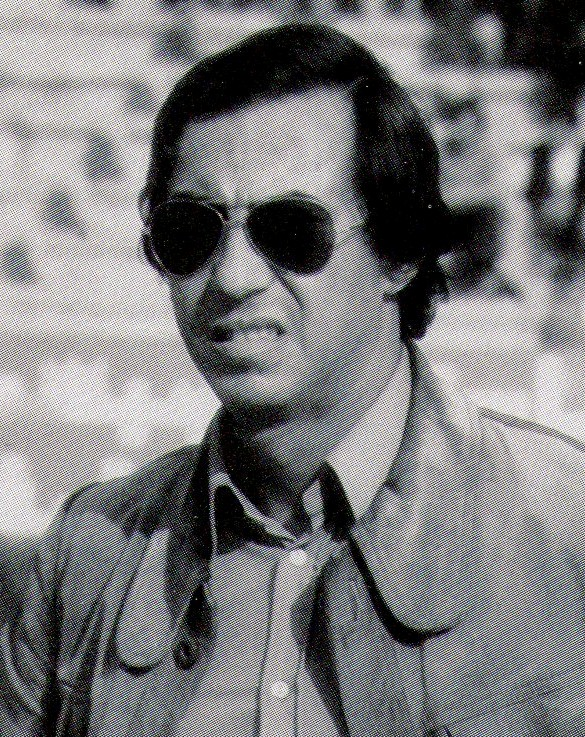
Jamel Eddine Bouabsa
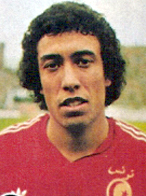
Ali Kaabi

### Staff technique et médical
| Pays                  | Nom                        | Fonction                     | Équipe  |
| --------------------- | -------------------------- | ---------------------------- | ------- |
| Drapeau de la Tunisie | Tarek Jarraya              | Entraîneur                   | Seniors |
| Drapeau du Maroc      | Mohamed Majdoub            | Entraîneur adjoint           | Seniors |
| Drapeau de la Tunisie | Chokri Boussaada           | Entraîneur des gardiens      | Seniors |
| Drapeau de la Tunisie | Thabet Kahri               | Analyste des performances    | Seniors |
| Drapeau de la Tunisie | Mohamed Alya               | Préparateur physique         | Seniors |
| Drapeau de la Tunisie | Ali Marzougui              | Préparateur physique adjoint | Seniors |
| Drapeau de la Tunisie | Fakhri Salem               | Président du staff médical   | Seniors |
| Drapeau de la Tunisie | Mohamed Amine Chaouch Aoun | Infirmier                    | Seniors |
| Drapeau de la Tunisie | Khmaies Touati             | Kinésithérapeute             | Seniors |
| Drapeau de la Tunisie | Kamel Zrig                 | Délégué                      | Seniors |
| Drapeau de la Tunisie | Abderrazak Zrig            | Délégué                      | Seniors |

## Effectif

### Anciens joueurs
Depuis sa création, plusieurs joueurs ont marqué l'histoire de l'Avenir sportif de Gabès.
- Wajdi Jabbari
- Akarandut Orok
- Oussou Konan
- Abderrahmane Khayati
- Aymen Zidan
- Edgar Gnoleba Loué
- Houcine Jaber
- Yassine Bouchaâla
- Aymen Ayari
- Bilel Yaken
- Abdelmajid-Eddine Jilani
- Hamdi Marzouki
- Mohamed Sakho
- Helmi Hmam
- Babacar Ndiour
- Bassirou Dembélé
- Nadim Thabet
- Rami Jridi
- Hamdi Ouerhani
- Chiheb Zoghlami
- Mohamed Ali Ghariani

### Joueurs étrangers
| Période              | Nom du joueur                   | Poste             | Pays                |
| -------------------- | ------------------------------- | ----------------- | ------------------- |
| 2000-2006            | Houssayno                       | Gardien de but    | Côte d'Ivoire       |
| 2007-2010, 2011-2012 | Mamadou Bamba                   | Milieu de terrain | Côte d'Ivoire       |
| 2009-2010            | Akarandut Orok                  | Attaquant         | Nigeria             |
| 2009-2010            | Jerry Adriano                   | Attaquant         | Cap-Vert            |
| 2009-2010            | Oussou Konan                    | Attaquant         | Côte d'Ivoire       |
| 2010                 | L'Imam Seydi                    | Attaquant         | France              |
| 2010-2011            | Edgar Gnoleba Loué              | Défenseur         | Côte d'Ivoire       |
| 2010-2011            | Mohamed Sakho                   | Défenseur         | Guinée              |
| 2010-2011            | Michael Mariano                 | Milieu de terrain | Côte d'Ivoire       |
| 2011-2012            | Félix Ramon                     | Milieu de terrain | Paraguay            |
| 2011-2012            | Anis Zaghb                      | Attaquant         | Libye               |
| 2011-2012            | Claude Gondo                    | Attaquant         | Côte d'Ivoire       |
| 2011-2013            | Mouadh Abboud                   | Défenseur         | Libye               |
| 2012-2013            | Bilal Sidibé (en)               | Défenseur         | Mauritanie          |
| 2012-2013            | Diouzer da Cruz dos Santos (en) | Milieu de terrain | Guinée équatoriale  |
| 2012-2013            | Mark Pangwoh                    | Attaquant         | Cameroun            |
| 2014                 | Isaac Dagnini                   | Attaquant         | Côte d'Ivoire       |
| 2014-2015            | Babacar Ndiour                  | Défenseur         | Sénégal             |
| 2014-2015            | Malek Souhail                   | Attaquant         | France              |
| 2014-2015            | Mohamed Cheikh Touré            | Attaquant         | Mali                |
| 2015                 | Bassirou Dembélé                | Milieu de terrain | Mali                |
| 2016-2019            | Abdelaziz Ali Guechi            | Défenseur         | Algérie             |
| 2016-2017            | Aboubacar Camara (en)           | Milieu de terrain | Mali                |
| 2018                 | Martial Kouassi                 | Milieu de terrain | Côte d'Ivoire       |
| 2019                 | Jacques Médina Thémopelé        | Attaquant         | République du Congo |

## Stades
L'Avenir sportif de Gabès a longtemps joué ses matchs à domicile, au stade Omar-Doghman puis au stade olympique de Gabès. Doté de 10 000 places, il est jugé trop petit pour accueillir certaines rencontres (championnat et derby). Il est aussi utilisé par le Stade gabésien.

## Sponsors et équipementiers
Voici la liste des sponsors de l'Avenir sportif de Gabès :
| Équipementier            |
| One Kampio               |
| Sponsors                 |
| Groupe chimique tunisien |
| Boga                     |
| Forum Auto               |
| Rania Rent Car           |
| Lavida Fitness Club      |
| Palma                    |
| Assurance                |
| Assurance AMI            |

## Identités et symboles

### Couleurs et maillot
Le club utilise un maillot rouge et noir, rayé verticalement durant ses premières années d'existence puis horizontalement ; les couleurs du short sont également le noir et le rouge.
| 1978-2000 | 2000-2005 | 2005-2010 | Maillot actuel |

### Emblèmes
L'Avenir sportif de Gabès n'a pas changé son emblème depuis sa création.

### Mascotte
Au début des années 2000, la mascotte du club est un aigle appelé El Kasser et qui porte le maillot du club de couleur rouge et noire, un short noir et des chaussettes montantes rouges. Il s'impose comme l'un des emblèmes du club pendant de nombreuses années.

## Culture populaire

### Socios ASG
Les « socios » du ASG sont lancés officiellement le 26 juillet 2016 dans le but d'impliquer les supporters en nouant des liens de confiance avec le bureau directeur, en facilitant le contact du club avec ses supporters et adhérents, en développant un capital financier, en développant l'infrastructure de l'ASG, en développant la commercialisation des abonnements auprès des membres, en participant au développement des différents aspects du sponsoring du ASG, en encadrant, soutenant et encourageant les jeunes du centre de formation du ASG et en organisant divers évènements autour de l'ASG.
Le nombre des adhérents au réseau des « socios » permet de garantir un revenu mensuel stable à l'ASG, destiné exclusivement à la réalisation de certains projets comme la création d'un local, d'un parc et d'une boutique pour le club.
| Nom                       | Fonction           |
| ------------------------- | ------------------ |
| Abderrahmane Haj Belgacem | Président          |
| Nabil Cherif              | Vice-président     |
| Louay Zehri               | Porte-parole       |
| Bouabdallah Bouabdallah   | Secrétaire général |
| Imed Trad                 | Trésorier          |
| Walid Hsin                | Membre             |
| Majed Hmouda              | Membre             |
| Fahed Abdelaziz           | Membre             |

### Groupes de supporters
Plusieurs groupes de supporters s'occupent des spectacles précédant les matchs ou le début des matchs, appelés communément dakhla (entrée des joueurs). Le plus ancien d'entre eux, Eagles Gabès, créé le 14 février 2009, appartient au mouvement ultras mais n'a aucun statut juridique comme d'autres groupes ultras en Europe ; deux sources de financement permettent au club de survivre : les ventes de produits dérivés (t-shirts, casquettes, pulls, écharpes, etc.) ainsi que les donations des membres et des supporters. D'autres groupes sont apparus par la suite comme Samurai et Ultras Rossonero.
Tous se partagent l'espace derrière le gardien de but, qui est l'endroit de rassemblement des « viragistes » (supporters se plaçant dans cette zone).
| Nom            | Abréviation | Date de création |
| -------------- | ----------- | ---------------- |
| Eagles Gabès   | EG.09       | 2009             |
| Ultras Samurai | US.09       | 2009             |
| Rosso Nero     | RN.12       | 2012             |

Le club a aussi des supporters en Europe qui organisent des collectes de dons pour le sponsoriser avec divers équipements. Le 17 novembre 2014, le club reçoit ainsi un bus. Le 27 mai 2015, les supporters contribuent à l'achat de 200 paires de chaussures à crampons.

### Rivalité
Le derby gabésien, qui oppose le Stade gabésien et l'Avenir sportif de Gabès, est le derby local.
Suivi par de nombreux supporters, il se joue en Ligue I ou Ligue II. La rencontre est suffisamment importante pour être retransmise à la télévision, comme en 2007 lorsque le derby est retransmis en direct sur Canal 21. Le derby se déroule au stade olympique de Gabès, plus connu comme le stade de Zrig, nom du quartier où il se situe.